# I Прати (Терни)
I Прати је насеље у Италији у округу Терни, региону Умбрија.
Према процени из 2011. у насељу је живело 28 становника. Насеље се налази на надморској висини од 906 м.